# 950년

## 연호
- 후한(後漢) 건우(乾祐) 3년
- 요(遼) 천록(天祿) 4년
- 고려(高麗) 광덕(光德) 2년
- 일본(日本) 덴랴쿠(天暦) 4년
- 남한(南漢) 건화(乾和) 8년
- 후촉(後蜀) 광정(廣政) 13년
- 남당(南唐) 보대(保大) 8년

## 기년
- 후한(後漢) 은제(隱帝) 3년
- 요(遼) 세종(世宗) 4년
- 고려(高麗) 광종(光宗) 원년

## 사건
- 고려 광종이 연호인 '광덕'(光德)을 건원(建元)한다.